# 若望-方济各·保禄·德·贡迪
若望-方濟各·保祿·德·贡迪，雷斯枢机主教（法語：Jean-François Paul de Gondi, Cardinal de Retz；1613年9月20日—1643年8月24日）是意大利人及巴黎總教區總主教。他是投石党运动的参与者。

## 外部連結
- Biography (in French)
- 若望-方济各·保禄·德·贡迪的作品  - 古騰堡計劃
- The Memoirs of Cardinal de Retz - 古腾堡计划
- 互联网档案馆中若望-方济各·保禄·德·贡迪的作品或与之相关的作品